# ASA Tîrgu Mureș (2013)
Az ASA Tîrgu Mureș marosvásárhelyi labdarúgóklub, amely a román labdarúgó-bajnokság második osztályában szerepel. 2008-ban alapították, teljes neve: Fotbal Club Municipal Târgu Mureș. 2013-ban újra névváltozatásra került sor. A csapat neve Asociația Sportivă Ardealul Tîrgu Mureș lett, aminek a rövidítése, az ASA, megegyezik az UEFA-kupát is megjárt Asociația Sportivă Armata Târgu Mureș rövidítésével.

## Története
2008-ban debütált a másodosztályban, 2010-től pedig az élvonalban szerepelt, viszont 2012-ben újra kiesett a másodosztályba.
A 2008-2009-es idényben a másodosztályban játszó együttes a harmadik helyen végzett 57 ponttal. A továbbjutás így nem sikerült. A következő évben jó eredményeket ért el, így 69 pontot sikerült gyűjtenie és ennek megfelelően az első helyen feljutott a Liga I-be.
A 2010–11-es szezonban a 9. helyen végzett a bajnokságban. A 6. fordulóig Adrian Falub volt a FCM edzője. Ebben az etapban 6-2-es vereséget szenvedtek a Dinamo Bukaresttől. Ekkor leváltották az edzőt, így került Ioan Ovidiu Sabău a kispadra. A szezonban néhány meglepő eredményt sikerült elérniük. Többek között megszorongatták a Vaslui; CFR Cluj; Rapid Bukarest; Oțelul Galați; FC Timișoara; Gaz Metan Mediaș csapatokat, viszont mind a két meccsen nagy különbséggel kaptak ki a Dinamo csapatától. A vereségeket nem lehetett elkerülni, de így is gyűjtött a csapat 45 pontot, amire a szurkolók büszkék lehettek.
A 2011-12-es szezon végén a csapat kiesett a Liga II-be, egy izgalmas szezon után. Az utolsó mentőöv, a Liga II 2. szériájának győztese, a FC Timișoara engedélyének visszavonása után nem az FCM-t, hanem a Liga II 2. szériájának 3. helyezettjét, a CS Turnu Severin-t engedték a Liga I-ben szerepelni.
A 2012-13-as szezonban a Liga II 5. helyén zártak, ami nem ért feljutást az első osztályba. A szezon végén nagy változtatásokon ment át a csapat szakmai stábja. Az új edző Eduard Iordănescu lett, míg vezérigazgatónak Daniel Stanciut nevezték ki. A csapat adminisztrátora a Marosvásárhelyi Rádió volt kommentátora Tiberiu Petriș lett, sőt tiszteletbeli elnökké avatták Bölöni Lászlót. Így a csapat nagy reményekkel vágott neki a következő idénynek.
Az elvárásoknak megfelelően a klub a Liga II 2013-14-es szezonját a 2. helyen zárta, ami újabb feljutást jelentett az élvonalba.

### 2014–2015
A klub az idénynek Adrian Falub vezetésével vágott neki, célkitűzésük pedig a kiesés elkerülése volt. Azonban az ASA túlhaladta képességeit és szárnyalt a Liga I-ben. A szezon folyamán Cristian Pustai is irányította a csapatot, míg a 18. fordulótól Liviu Ciobotariu lett a vezetőedző, Daniel Stanciu távozása után pedig Narcis Răducan-t nevezték ki klubigazgatóként. A csapat otthon veretlen volt; a CFR Cluj, a Rapid Bukarest, a Dinamo Bukarest, a Petrolul Ploieşti és az előző szezon bajnoka, a Steaua Bukarest is vereséget szenvedett Marosvásárhelyen. Ciobotariu irányítása alatt az ASA 13 fordulón keresztül veretlen volt, a 29. fordulóban, pedig át is vette a vezetést, miután a bukaresti Nemzeti Stadionban idegenben is győzni tudtak a Steaua ellen Ianis Zicu góljával. Úgy tűnt, hogy az ASA történelmet írhat és első újonnan feljutott együttesként bajnok lehet a Liga I-ben. A bravúr azonban nem sikerült: az utolsó négy meccsből hármat elveszítettek (többek között a már kiesett Oțelul-tól is kikaptak), a Steaua pedig behozta hátrányát és megnyerte a bajnokságot. Ennek ellenére az ASA Marosvásárhely történelmének legjobb idényét zárta, kvalifikálta magát a 2015–2016-os Európa-liga 3. selejtező körébe, és megnyerte a román labdarúgó-szuperkupát.
Az idény végén Ciobotariu távozott a csapattól, helyét Dan Petrescu vette át, azonban Petrescut leigazolta a kínai Jiangsu Guoxin Sainty, így a csapat Vasile Miriuţă irányítása alá került.
A következő szezonban a klub debütált az Európa-ligában, ahol egy hazai 0-3-as vereség után, idegenben 2-1-re legyőzte a francia AS Saint-Étienne-t.

### 2015 után
A csapat hanyatlani kezdett. A 2015-16-os idényben a hatodik helyen végzett a bajnokságban, a 2016-17-esben viszont már az utolsó helyen, és kiesett a másodosztályba. Emellett csődeljárás alá is került, majd 2018 elején visszavonult a bajnokságból.

## Játékoskeret
| #  |     | Poszt | Név                   |
| -- | --- | ----- | --------------------- |
| 1  | ROU | K     | Alex Podar            |
| 2  | ROU | V     | Carlos Chertes        |
| 3  | ROU | V     | Szász Tamás           |
| 4  | GRE | V     | Konstantinos Rougalas |
| 5  | ROU | V     | Sebastian Bucur       |
| 6  | ROU | KP    | Gabriel Mureşan       |
| 7  | ROU | KP    | Emil Dică             |
| 8  | ROU | KP    | Cristian Balgiu       |
| 9  | ROU | CS    | Andrei Ciolacu        |
| 11 | ROU | CS    | Marius Bâtfoi         |
| 12 | ROU | K     | Mirel Bolboaşă        |
| 13 | ROU | KP    | Robert Candrea        |
| 14 | ROU | KP    | Viorel Ferfelea       |

| #  |     | Poszt | Név               |
| -- | --- | ----- | ----------------- |
| 16 | ROU | KP    | Bănel Nicoliță    |
| 17 | ROU | CS    | Ciprian Rus       |
| 20 | ROU | KP    | Andrei Sin        |
| 21 | ROU | CS    | Marvin Schieb     |
| 23 | ROU | V     | Marius Constantin |
| 24 | ROU | V     | Răzvan Dulap      |
| 31 | ESP | V     | Javier Velayos    |
| 33 | ROU | K     | Eduard Pap        |
| 37 | SEN | V     | Gaston Mendy      |
| 78 | ROU | KP    | Octavian Deaconu  |
| 89 | ROU | KP    | Tiberiu Petriş    |
| 92 | ROU | CS    | Sergiu Păcurar    |
| 95 | ROU | K     | Bogdan Moga       |

## Eredmények

### Bajnokságok
Liga I:
- második: 2014-15

Liga II:
- győztes: 2009-10
- második: 2013-14

### Kupák
Román labdarúgókupa:
- negyeddöntő: 2014-15

Román szuperkupa:
- győztes: 2015

## Híres játékosok
Románia
- Laurențiu Rus
- Adrian Iencsi
- Cristian Lucian Munteanu
- Sorin Ghionea
- Nicu Epaminonda
- Mihai Onicaș
- Florin Dan
- Ciprian Vasilache
- Răzvan Pădurețu
- Ilyés Róbert
- Sergiu Buș
- Andrei Cordoș
- Lucian Răduță
- Dorel Zaharia
- Sepsi László
- Giani Kiriţă
- Dragoş Firţulescu
- Eduard Stăncioiu
- Marius Constantin
- Adrian Sălăgeanu
- Ionuţ Balaur
- Gabriel Mureşan
- Székely János
- Ioan Hora
- Claudiu Voiculeţ
- Ianis Zicu
- Dorin Goga
- Claudiu Bumba
- Dacian Varga

Kenya
- Jamal Mohammed

Brazília
- Didi
- Celsinho
- Henrique de Jesus

Szenegál
- Issa Ba
- Ousmane N'Doye

Hollandia
- Moussa Kalisse

Svájc
- Danijel Subotić

Spanyolország
- Javier Velayos

Lengyelország
- Paweł Golański

## Személyzet
| Név              | Foglalkozás        |
| ---------------- | ------------------ |
| Dan Alexa        | Edző               |
| Costel Ilie      | Segédedző          |
| Lucian Popa      | Segédedző          |
| Fekete Carol     | Kapusedző          |
| Darius Miclea    | Fizikai felkészítő |
| Koszorus Gabriel | Csapatorvos        |
| Dan Zolog        | Csapatorvos        |
| Cătălin Bălan    | Fizikoterapeuta    |
| Alexandru Levai  | Masszőr            |
| György Emil      | Masszőr            |